# Atol da Providência

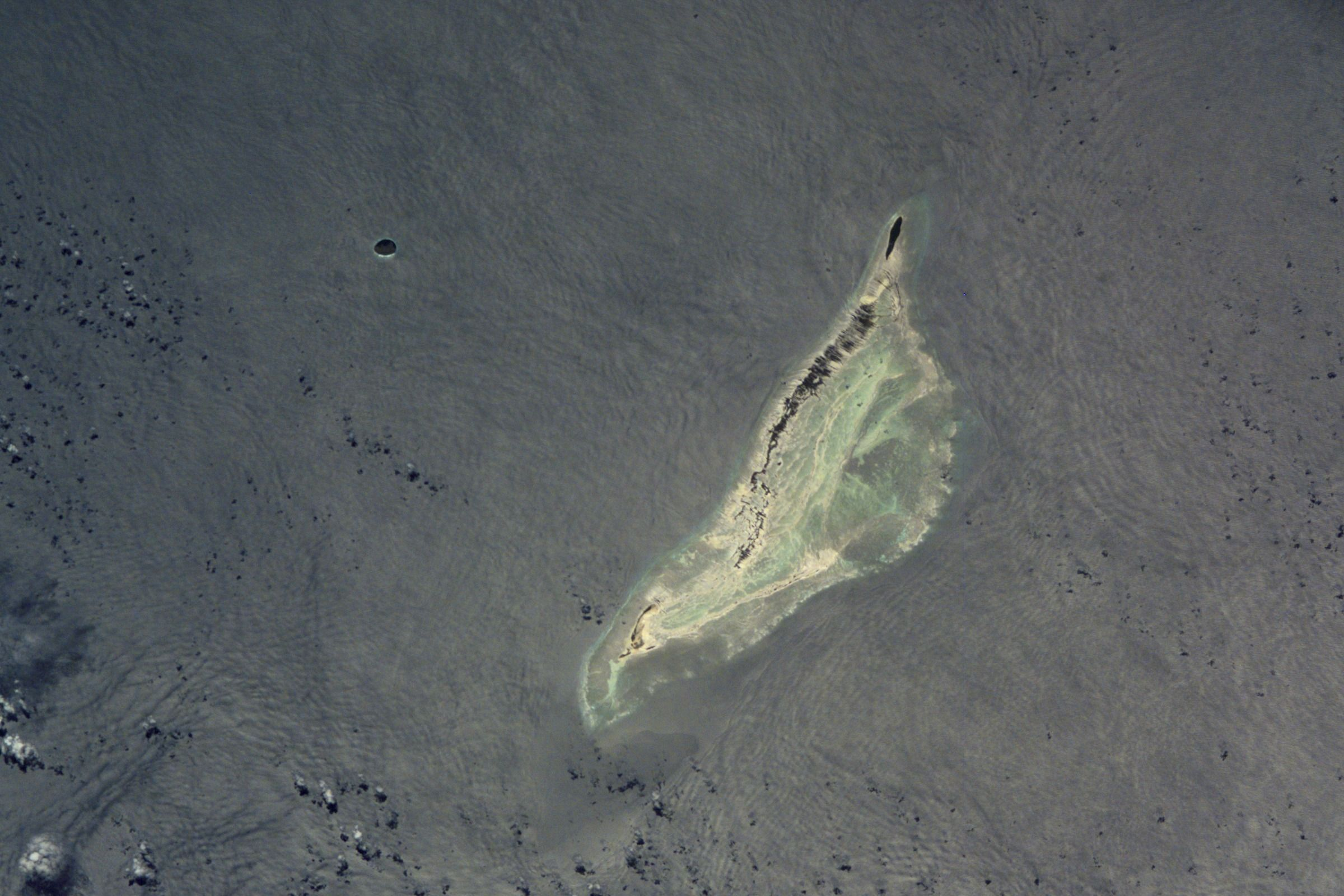
Imagem de satélite do Atol da Providência

O Atol da Providência (em francês: Providence) é um atol do grupo Farcuar, na região ocidental do oceano Índico, a cerca de 710 km a sudoeste de Mahé, na República das Seicheles
Este atol tem mais de 30 km de extensão segundo um eixo norte-sul, e cerca de 10 km de largura. A área total coberta pelo atol é de aproximadamente 200 km². A área de terra, porém, é de apenas 1,5 km². Há duas ilhas no atol:
- Ilha Providence (9°14′S 51°03′E), com 4 km no eixo norte-sul, e cerca de 400 m de largura, com um pouco mais de 1 km². A população é de 6 pessoas.
- Ilha Cerf no sul do atol, a cerca de 30 km da Ilha Providência (9°30′S 51°01′E), com mais de 4 km de comprimento e 500 m de largura que pode às vezes ser só de 50 m, e 0,5 km² de área. É desabitada.